# Щека, Сергей Акимович
Сергей Акимович Щека (13 сентября 1937, Камень-Рыболов — 25 декабря 2009, Владивосток) — советский и российский учёный-геолог, петролог, доктор геолого-минералогических наук, Заслуженный деятель науки РФ (1998).

## Биография
Родился 13 сентября 1937 года в поселке Камень-Рыболов, Приморский край. Окончил Дальневосточный политехнический институт им. В. В. Куйбышева (1960, горный факультет, специальность «Геология и разведка полезных ископаемых», с отличием).
С 1960 года работал в ДВГИ (Дальневосточный геологический институт ДВО РАН):
- старший лаборант рудно-петрографического отдела, младший научный сотрудник (1961), старший научный сотрудник (1968).
- с 1970 года зав. лабораторией физико-химических методов исследования.
- 1979—1994 заместитель директора по науке.
- 1994—1999 — зав. лабораторией минералогии.
- с 1999 главный научный сотрудник.

Область научных интересов — петрология, геохимия, минералогия и рудоносность базитов и гипербазитов; физико-химические методы исследований.
Диссертации:
- 1965 — «Петрология и рудоносность дунито-троктолитовой формации Станового хребта».
- 1990 — «Базит-гипербазитовые интрузии и включения в эффузивах зоны перехода Тихий океан — Азиатский континент».

Профессор (1993).
Первооткрыватель медно-никелевой, титановой, платиновой, алмазной и сапфировой минерализации на Дальнем Востоке.
Ушел из жизни 25 декабря 2009 г. Похоронен во Владивостоке на Лесном кладбище.

## Публикации
Автор 6 монографий, «Карты платиноносности России» (1995) и более 150 научных статей, редактор 15 монографий и сборников.
- Петрология и рудоносность никеленосных дунитотроктолитовых интрузий Станового хребта [Текст]. — Москва : Наука, 1969. — 134 с. : ил., карт.; 26 см.
- Базит-гипербазитовые интрузии и включения в эффузивах Дальнего Востока / С. А. Щека. — М. : Наука, 1983. — 167 с. : ил.; 21 см.

## Награды и премии
Заслуженный деятель науки РФ (1998). Лауреат премии Ленинского комсомола (1971, за монографию «Петрология и рудоносность никеленосных дунит-троктолитовых интрузий Станового хребта» (М. Наука. 1969)). Награждён значком «Отличник разведки недр» (1984).

## Память
О нём снят телефильм «Профессия — геолог» (Дальтелефильм, 1975).